# Wenlock Edge
Wenlock Edge är en ås i Storbritannien. Den har givit namn till den geologiska epoken Wenlock, som varade cirka 433 till 427 miljoner år sedan, under silurtiden.